# Euphysa problematica
Euphysa problematica is een hydroïdpoliep uit de familie Corymorphidae. De poliep komt uit het geslacht Euphysa. Euphysa problematica werd in 1996 voor het eerst wetenschappelijk beschreven door Schuchert. 